# Terence Alexander
Pour les articles homonymes, voir Alexander.
Terence Alexander est un acteur britannique, né le 11 mars 1923 à Islington et mort le 28 mai 2009 à Londres.

## Biographie
Terence Alexander fait une partie de ses études au Ratcliffe College dans le Leicestershire.

## Filmographie
- 1947 : Comin' Thro the Rye : Robert Burns
- 1950 : La Femme sans nom (en) (The Woman with No Name)
- 1950 : Le Chevalier de Londres (The Elusive Pimpernel) : Duke of Dorset
- 1951 : Death Is a Number (en) : Alan Robert
- 1951 : L'Inconnue des cinq cités (A Tale of Five Cities)
- 1952 : Un si noble tueur : Ship's officer
- 1952 : Top Secret (en)
- 1953 : Number Three (TV) : Maurice Crampton
- 1953 : Glad Tidings : Spud Cusack
- 1953 : Park Plaza 605 (en)
- 1954 : Hands of Destiny : Randal’s Office Manager
- 1954 : Dangerous Cargo (en) : Harry
- 1954 : The Green Scarf (en) : Wireless Operator
- 1954 : The Runaway Bus (en) : Pilot Peter Jones
- 1955 : Portrait of Alison (en) : Fenby
- 1955 : The Voices (TV) : Sir Alton Berkeley
- 1955 : Out of the Clouds : Bob, Duty Room Radio Operater
- 1956 : The Eternal Question
- 1956 : Une bombe pas comme les autres : Man in radio studio
- 1957 : My Pal Bob (série télévisée) : Terry
- 1957 : Wideawake (TV) : Oliver Male
- 1957 : L'Évadé du camp 1 (The One That Got Away) : RAF Intelligence Officer
- 1958 : Le Point de chute (The Square Peg) : Capt. Wharton
- 1958 : Le Dilemme du docteur (The Doctor's Dilemma) : Mr. Lanchester
- 1959 : The Price of Silence (en) : John Braine
- 1959 : Don't Panic Chaps! (en) : Babbington
- 1959 : Breakout (en) : Farrow
- 1959 : Hold-up à Londres (The League of Gentlemen) : Rupert
- 1959 : Le Mouchard (Danger Within) : Lt. Gibbs
- 1959 : Garry Halliday (en) (série télévisée) : Bill Dodds, copilote (1959-61)
- 1960 : Norman dans la marine (The Bulldog Breed) : Defending counsel
- 1961 : The Gentle Terror : David
- 1961 : The Man at the Carlton Tower : Johnny Time
- 1961 : Carry on Regardless (en) : Trevor Trelawney
- 1962 : She Always Gets Their Man : Bob Conley
- 1962 : Le Limier de Scotland Yard (On the Beat) : Chief Supt. Belcher
- 1962 : The Six Proud Walkers (série télévisée) : Bertie Walker
- 1962 : Ah ! Quel châssis ! (The Fast Lady) : Policeman on Motorcycle
- 1963 : Bitter Harvest (en) : Andy
- 1963 : And Here, All the Way From… (TV) : Robin Ampleforth
- 1963 : The Mind Benders : Coach
- 1963 : The V.I.P.s : Captain
- 1965 : The Intelligence Men : Reed
- 1965 : Poison Island (TV) : Jack Rogers
- 1965 : The House (TV)
- 1965 : Chapeau melon et bottes de cuir, 'Piggy' Warren
- 1966 : Judith : Carstairs
- 1966 : Chapeau melon et bottes de cuir (série télévisée) épisode Meurtres Distingués : Ponsonby
- 1967 : The Spare Tyres (en) : Dennis Colville
- 1967 : La Dynastie des Forsyte ("The Forsyte Saga") (feuilleton TV) : Monty Dartie
- 1967 : Les Champions, épisode "Sorcellerie" (Douglas Trennick)
- 1967 : Les Turbans rouges (The Long Duel) : Major
- 1968 : Trio d'escrocs (Only When I Larf) : Gee Gee Gray
- 1968 : Chapeau melon et bottes de cuir (série télévisée) épisode Amour, quand tu nous tiens : Nigel Bromfield
- 1969 : Le Complot du silence (en) (Run a Crooked Mile) (TV) : Peter Martin
- 1969 : The Magic Christian : Mad Major
- 1969 : What's Good for the Goose (en) : Frisby
- 1970 : All the Way Up (en) : Bob Chickman
- 1970 : A Room in Town (TV) : Frank
- 1970 : Waterloo : Lord Uxbridge
- 1970 : Amicalement Vôtre (The Persuaders) : La Danseuse (Powerswitch), de Basil Dearden (série télévisée) : Matthew Crane
- 1971 : Do Me a Favour! (TV) : Mr. Roger Hadleigh
- 1972 : The Unpleasantness at the Bellona Club (feuilleton TV) : Robert Fentiman
- 1973 : Le Caveau de la terreur (The Vault of Horror) : Breedley
- 1973 : Chacal (The Day of the Jackal) : Lloyd
- 1974 : The Pallisers (en) (série télévisée) : Lord George
- 1974 : Claudine : Teddy
- 1974 : Moody and Pegg (en) (série télévisée)
- 1974 : Crime à distance (The Internecine Project) : Business tycoon
- 1977 : Chapeau Melon et Bottes de Cuir (série télévisée) épisode Les anges de la mort : Mandelson
- 1977 : Devenish (série télévisée) : Hugh Fitzjoy
- 1979 : Churchill and the Generals (TV) : Gen. Sir Harold Alexander
- 1979 : Ike (mini-série) : Gen. Arthur Tedder
- 1979 : Terry and June (en) (série télévisée) : Malcolm (I) (Series 1-2) (1979-1980)
- 1980 : The Boy Who Never Was (TV) : Major
- 1980 : The Sun Trap (série télévisée)
- 1980 : Just Liz (série télévisée) : Mr. Dalzell
- 1980 : The Allan Stewart Show (TV)
- 1981-1991: Bergerac (série télévisée): Charles Hungerford
- 1981 : L'Impitoyable organisation (Our Family Business) (TV) : Neils
- 1981 : Behind the Screen (série télévisée) : Tony, the Director (1981-1982)
- 1982 : The Seven Dials Mystery (TV) : George Lomax
- 1984 : Frankenstein (TV) : Dr. Frankenstein's assistant
- 1984 : Strangers and Brothers (TV) : R.S. Robinson
- 1985 : Mission casse-cou (Saison 1 Épisode 1 : Un homme dangereux) (série télévisée) : Commander Duffield
- 1985 : Doctor Who « The Mark of the Rani » (série télévisée) : Lord Ravensworth
- 1985 : The Murders at Lynch Cross (TV) : Harry Scott-Forbes
- 1987 : The Laughing Prisoner (TV) : Head of Channel 4
- 1989 : That Englishwoman : Rev. Reginald Hobhouse
- 1993 : Simple Justice (TV) : Walter White